# 蘇妮塔·威廉斯
蘇妮塔·林·威廉斯（英語：Sunita Lyn Williams，1965年9月19日—），婚前本名蘇妮塔·潘迪亞（Sunita Pandya），暱稱桑妮·威廉斯（英語：Suni Willams），是美國太空人，為美國海軍退役軍官。她被派往國際太空站，參與過多項任務。2007年曾在太空中停留195天，打破珊农·露茜德在1997年創下的175天記錄，是目前在太空中停留最久的女性太空人。在國際太空站的遠征14與遠征15任務中，蘇妮塔·威廉斯是成員之一。2012年，她担任远征32任务的飞行工程师，随后担任远征33任务的指挥官。2024年，她参与了波音载人飞行测试，搭乘波音星际客机的首次载人飞行任务前往国际空间站。
她是世界上最有經驗的舱外活动者之一：她的九次舱外活动是第二多的女性舱外活动，她的總舱外活动時間為62小時6分鐘，總排名第四，也是最多的女性舱外活动時間。

## 早年生活
威廉斯出生在俄亥俄州優克里德（Euclid）市，但她認為麻薩諸塞州的尼德姆市才是自己的家鄉。她的父親Deepak Pandya是來自印度古吉拉特邦默黑萨纳县地區的印度裔美國神經解剖學家，而她的母親Ursuline Bonnie Pandya (née Zalokar) 則是斯洛文尼亞裔美國人。她的父母居住在馬薩諸塞州的法爾茅斯。她是三個孩子中最小的一個。她的哥哥傑伊·托馬斯 (Jay Thomas) 比她大四歲，姐姐迪娜·安娜德 (Dina Annad) 比她大三歲。威廉斯的父親家族來自印度的朱拉桑（Jhulasan），而她的母親家族則是斯洛維尼亞血統。 威廉斯將斯洛文尼亞國旗、 薩莫薩三角餃和卡尼鄂拉香腸帶到太空，以慶祝她的印度和斯洛維尼亞血統。在美國，她的暱稱是“桑妮”（Suni），在斯洛維尼亞，她的暱稱是“Sončka”。
威廉斯1983年畢業於尼德姆中學。她於1987年獲得美國海軍學院物理科學理學學士學位，並於1995年獲得佛羅里達理工學院工程管理理學碩士學位。

## 海軍生涯
威廉斯於1987年5月被委任為美國海軍少尉。在海軍海岸系統司令部暫駐六個月後，她被任命為Basic Diving Officer。接下來，她到海軍航空訓練司令部報到，並於1989年7月被任命為海軍飛行員。她在直升機戰鬥支援中隊3 (HC-3) 接受了初始CH-46海骑士直升机訓練，隨後被分配至弗吉尼亞州諾福克的直升機戰鬥支援中隊8 (HC-8)，並隨該中隊前往地中海、紅海和波斯灣參加沙漠盾牌行動和提供舒適行動。1992年9月，她擔任H-46分隊的負責人，搭乘美國海軍西爾瓦尼亞號驅逐艦前往佛羅裡達州邁阿密參加颶風安德魯救援行動。 1993年1月，威廉斯開始在美国海军试飞员学校接受訓練。她於12月畢業，並被分配到旋翼飛機測試局，擔任H-46項目官員和T-2的V-22追逐飛行員。後來，她被任命為中隊安全官，並駕駛SH-60B/F、UH-1、AH-1W、SH-2、VH-3、H-46、CH-53和H-57進行試飛。
1995年12月，她回到海軍試驗飛行員學校，擔任旋翼機部門的教官和學校的安全官。在那裡，她駕駛了UH-60、OH-6和OH-58。之後，她被派往塞班號兩棲突擊艦擔任飛機駕駛員和助理機長。1998年6月，威廉斯被美國太空總署 (NASA) 選為太空人，當時她正被部署在塞班號。 她已在30多種機型上飛行超過3,000小時。 威廉斯於2017年從海軍退役。

## 美國太空總署的職業生涯
1998年8月，威廉斯在約翰遜太空中心開始接受太空人候選人培訓。 

### STS-116

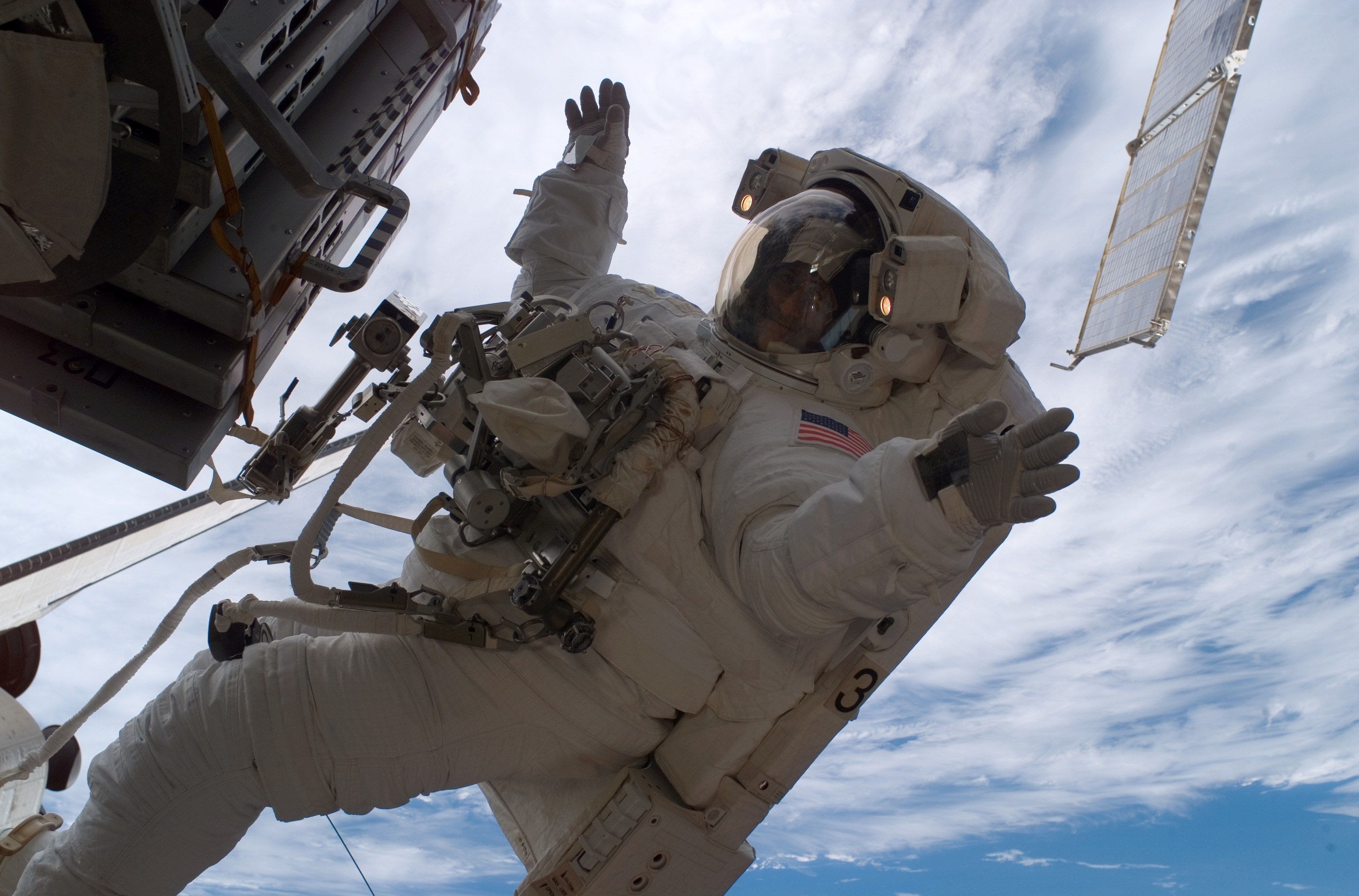
STS-116任務專家、太空人蘇妮塔·威廉斯參加該任務計劃中的第三次艙外活動 (EVA)

2006年12月9日，威廉斯搭乘發現號太空梭隨STS-116 發射升空前往國際太空站 (ISS)，加入第14次遠徵隊的機組人員。 2007年4月，俄羅斯船員輪換，改為加入第15次遠徵隊。

### 第14次和第15次遠征

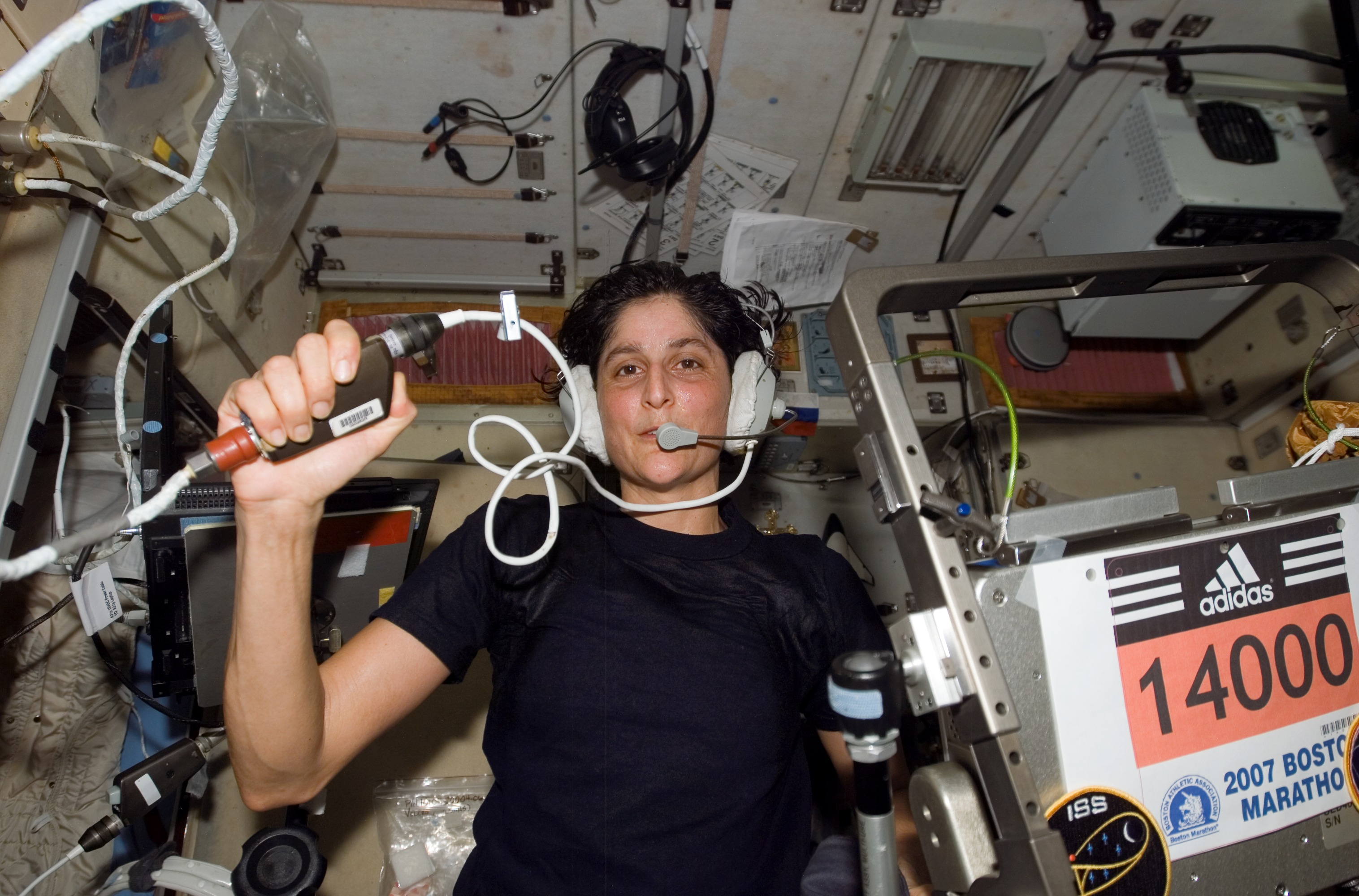
2007年4月16日，威廉斯成為從太空站參加馬拉松比賽的第一人。

發射後，威廉斯安排將她的馬尾捐贈給「愛之鎖」(Locks of Love)非營利慈善機構。同行的宇航員Joan Higginbotham在國際空間站上剪掉了她的頭髮，並由STS-116隊員帶回地球。威廉斯在STS-116任務的第八天進行了她的第一次艙外活動。2007年1月31日、2月4日和2月9日，她與迈克尔·洛佩斯-阿莱格里亚 (Michael López-Alegría) 從國際太空站完成了三次艙外活動。在其中一次艙外活動中，一台攝影機可能因為連接裝置失靈而脫落，在威廉斯作出反應之前飄到太空中。
在第三次太空漫步中，威廉斯在太空站外停留了6小時40分鐘，在9天內完成了三次太空漫步。到2007年，她已經在四次太空漫步中走了29小時17分鐘，超越了之前由凱瑟琳·C·桑頓 (Kathryn C. Thornton) 保持的女性太空漫步時間最長紀錄。2007年12月18日，在第16次遠徵隊第四次太空行走期間，佩吉·惠特森超越威廉斯，累計艙外活動時間為32小時36分鐘。2007年3月初，她在进步号飞船的補給任務中收到一管山葵，以回應她想要更多辛辣食物的要求。當她打開在一個大氣壓力下包裝的管子時，糊狀物在國際太空站較低的壓力下被迫流出。在自由下落的環境中，辛辣的噴泉難以控制。
2007年4月26日，美國太空總署決定讓威廉斯搭乘亞特蘭提斯號執行STS-117任務返回地球。雖然她沒有打破最近由洛佩斯-阿萊格里亞創造的美國單次太空飛行記錄，但她打破了女性單次太空飛行時間最長的記錄。 威廉斯擔任任務專家，並於2007年6月22日，即STS-117任務結束時返回地球。卡納維爾角甘迺迪太空中心天氣惡劣，迫使任務管理人員在24小時內放棄了三次降落嘗試。他們最終將亞特蘭蒂斯號轉向加州愛德華茲空軍基地，太空梭於下午3點49分在那裡降落。美國東部時間，威廉斯在太空中停留192天後返回地球。

### 波音載人飛行測試
2024年6月5日，蘇妮塔與巴里·威爾莫爾参与了波音载人飞行测试，搭乘波音星际客机的首次载人飞行任务前往国际空间站。但由于飞船对接空间站期间出现众多意外故障，原定8天的逗留时间被进一步延长以检查飞船安全性，他們兩人最終在太空滯留約9個月後，在2025年3月乘坐SpaceX的龙飞船2号返回地球。

## 個人生活

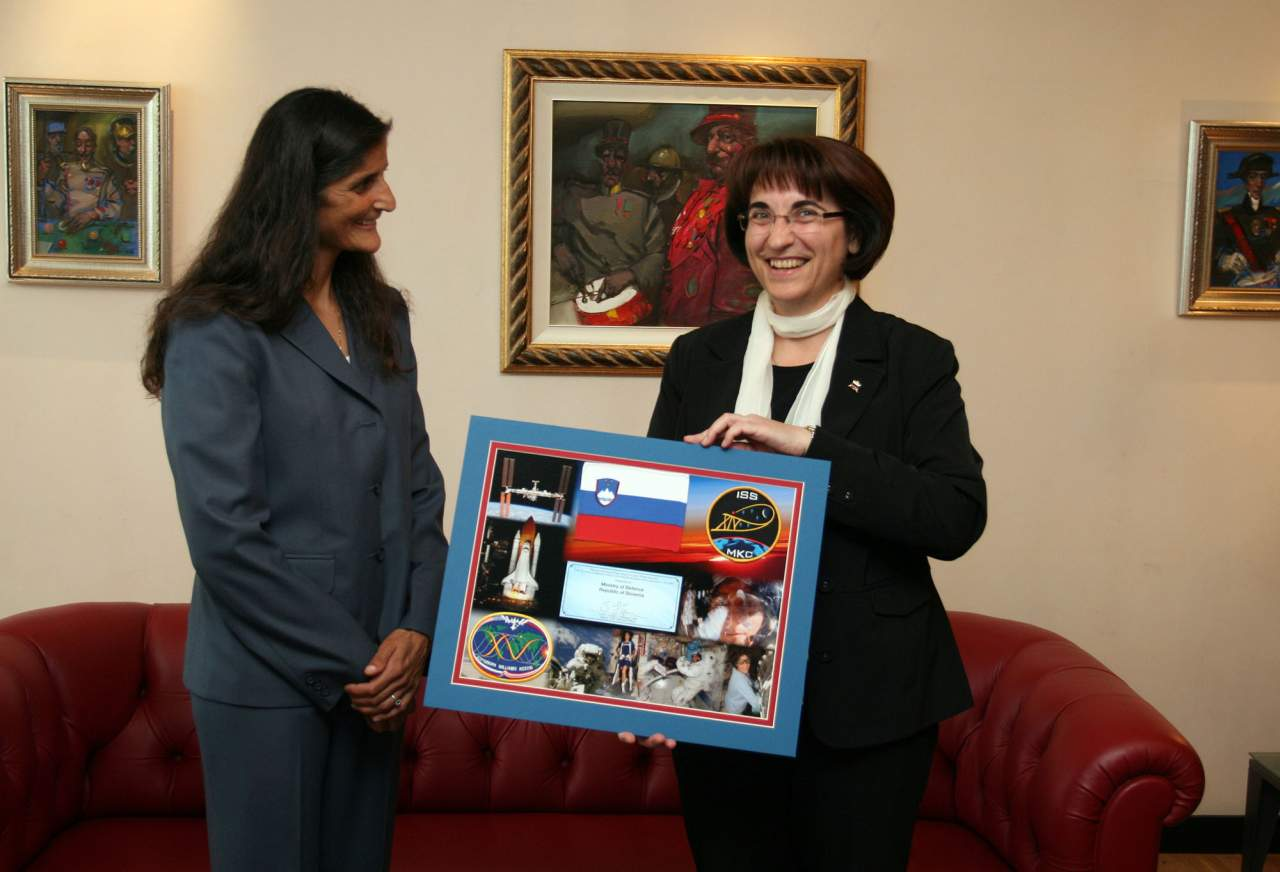
威廉斯與斯洛維尼亞國防部長柳比卡·耶盧西奇(Ljubica Jelušič) (2009)

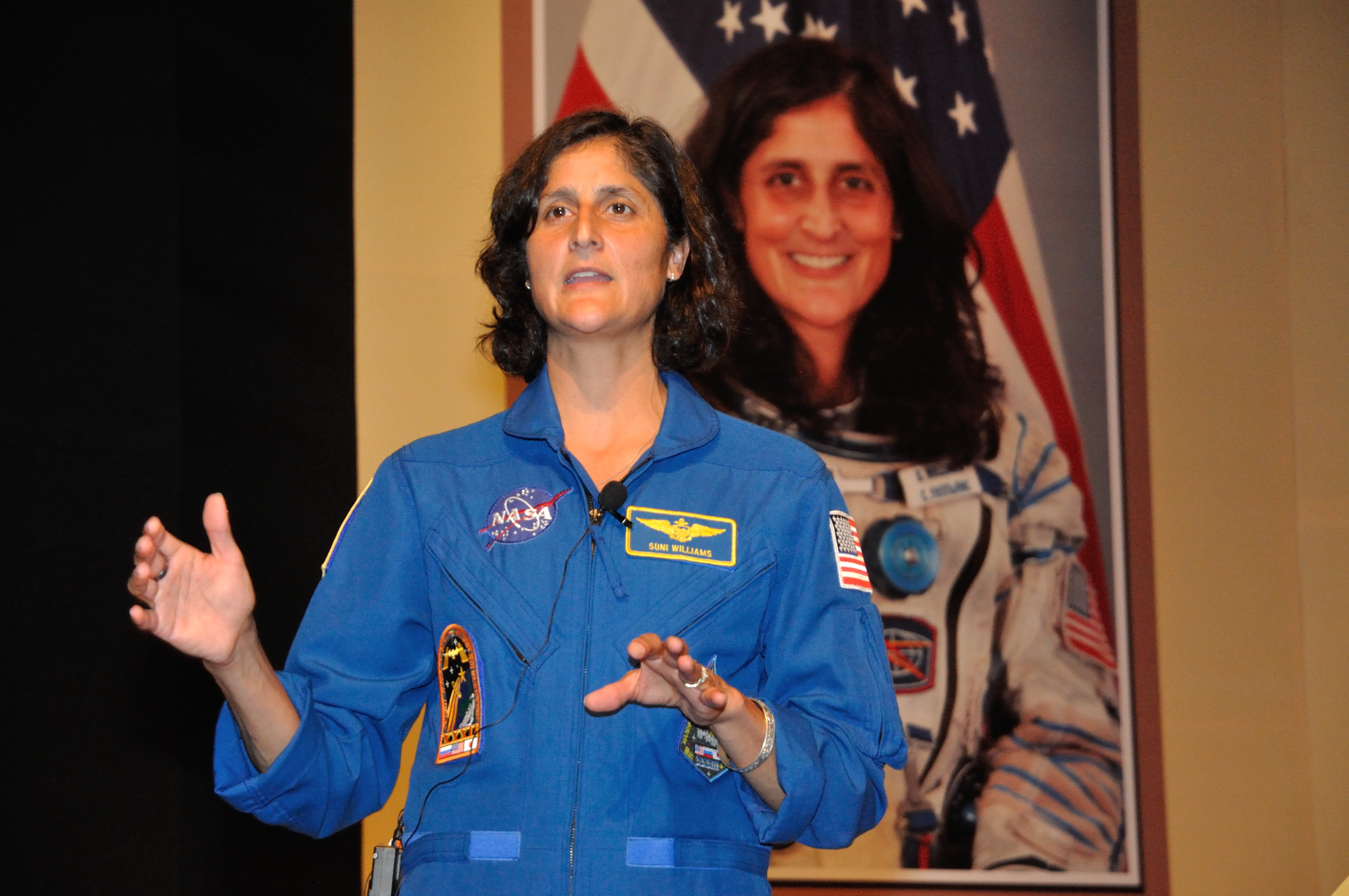
2013年4月，威廉斯在加爾各答科學城

威廉斯與德州聯邦法警邁克爾·J·威廉斯 (Michael J. Williams) 結婚已20多年，兩人在職業生涯早期都曾駕駛過直升機。他們居住在德州休士頓郊區。她有一隻名叫Gorby的寵物傑克羅素梗犬，2010年11月12日，她和這隻狗一起出現在國家地理頻道的《報告狗班長》電視節目中。  2012年，威廉斯表示想收養一名來自艾哈迈达巴德的女孩。
威廉斯信奉印度教。 2006年12月，她帶著一本《薄伽梵歌》前往國際太空站； 2012年7月，她帶走了一個唵符號和一本《奥义书》。  2007年9月，威廉斯參觀了萨巴尔马蒂道场和她的祖籍村莊朱拉桑。她被世界古吉拉特協會授予薩達爾瓦拉巴伊帕特爾世界普拉蒂巴獎，是第一位獲得該獎項的非印度公民、印度裔人士。 2007年10月4日，威廉斯在美國大使館學校發表演講，隨後會見了時任印度總理曼莫漢·辛格。